# François-Xavier Ortoli
François-Xavier Ortoli, född 16 februari 1925 i Ajaccio, död 30 november 2007, var en fransk gaullistisk politiker.
Ortoli innehade olika ministerposter 1967-1972, bland annat utbildnings- (1968) och finansminister (1968-1969). Därefter var han ordförande i Europeiska kommissionen 1973-1977, Ortoli-kommissionen. I de efterföljande Jenkins-kommissionen (1977-1981) och Thorn-kommissionen (1981-1985) var han vice ordförande och ansvarade för ekonomiska och monetära frågor.
Ortoli var president för det franska petroleumbolaget Total S.A. mellan åren 1984 och 1990.